# 국제십진분류법
국제십진분류법(UDC, Universal Decimal Classification)은 지식 분야가 관련되고 상호 연결되는 일관된 시스템으로 조직된 인간 지식의 모든 분야를 체계적으로 배열하는 서지학 및 도서 분류법이다. UDC는 대규모 컬렉션에서 강력한 콘텐츠 색인화 및 정보 검색을 가능하게 하는 상세한 어휘 및 구문을 특징으로 하는 분석-합성 및 패싯 분류 시스템이다. 1991년부터 UDC는 네덜란드 헤이그에 본부를 두고 있는 비영리 국제 출판사 협회인 UDC 컨소시엄이 소유하고 관리하고 있다.
국가 시스템으로 시작된 다른 도서관 분류 체계와 달리 UDC는 국제 체계로 구상되고 유지되었다. 다른 언어로의 번역은 20세기 초부터 시작되었으며 이후 40개 이상의 언어로 다양한 인쇄본으로 출판되었다. 이 계획의 요약된 웹 버전인 UDC 요약은 50개 이상의 언어로 제공된다. 분류는 인간 지식의 모든 영역에서 증가하는 산출량에 대처하기 위해 수년에 걸쳐 수정 및 확장되었으며, 새로운 발전을 고려하여 계속 검토되고 있다.
원래는 색인 및 검색 시스템으로 설계되었지만 논리적 구조와 확장성으로 인해 UDC는 선반 배열, 콘텐츠 색인 또는 두 가지 모두에 사용되는 도서관에서 가장 널리 사용되는 지식 구성 시스템 중 하나가 되었다. UDC 코드는 모든 유형의 문서나 객체를 원하는 수준의 세부사항으로 설명할 수 있다. 여기에는 텍스트 문서와 영화, 비디오, 음성 녹음, 일러스트레이션, 지도, 박물관 유물과 같은 실물과 같은 기타 미디어가 포함될 수 있다.

## 같이 보기
- 콜론 분류법
- 듀이 십진분류법
- 미국의회도서관 분류법